# Mamoré
Mamoré (španělsky Río Mamoré, portugalsky Rio Mamoré) je řeka v Jižní Americe v Bolívii, která na dolním toku částečně tvoří státní hranici s Brazílií (Rondônia). Je to jedna ze zdrojnic Madeiry (povodí Amazonky). Je 2 000 km dlouhá.

## Průběh toku
Pramení na východních svazích centrálních And. Protéká savanami a savanovými lesy k severu přes roviny Bolívie. Na dolním toku vytváří peřeje. Po soutoku s řekou Beni vytváří Madeiru.
Tok není regulován a vytváří četné meandry a mrtvá ramena, kde žije vydra obrovská a delfínovec amazonský. V roce 1986 zde byla vyhlášena přírodní rezervace Iténez. Nedaleko Guayaramerínu se nachází říční ostrov Isla Suárez (portugalsky Ilha de Guajará-Mirim) o rozloze 2,5 km². V roce 1958 byla uzavřena smlouva z Roboré, která ostrov přiřkla Bolívii, územní spor však nadále trvá. V povodí řeky se nachází oblast Llanos de Moxos, kde byly nalezeny stopy předkolumbovské kultury, která pěstovala maniok jedlý již před deseti tisíci lety. Místní domorodci jsou řazeni k jazykové rodině Mamoré–Guaporé. Řeku prozkoumal ve druhé polovině devatenáctého století německý cestovatel Franz Keller-Leuzinger.

### Přítoky
- Río Grande (P)
- Secure (L)
- Tijamuchi (L)
- Apere (L)
- Yacuma (L)
- Guaporé (P)
- Yata (L)

## Vodní režim
Nejvyšší vodní stavy a rozlévání do okolí nastávají od února do dubna. V ústí řeky Guaporé činí vzestup hladiny až 8 m.

## Využití
Lodní doprava pro nevelké lodě je možná mezi městy Guajará-Mirim a Icerones.